# Setophaga plumbea
Setophaga plumbea là một loài chim trong họ Parulidae.
Loài chim này chỉ được tìm thấy ở Dominica và Guadeloupe. Môi trường sống tự nhiên của chúng là rừng nhiệt đới hoặc cận nhiệt đới khô và rừng ẩm vùng đất thấp nhiệt đới hoặc cận nhiệt đới.